# Ösjön (Kisa socken, Östergötland)
Ösjön är en sjö i Kinda kommun och Vimmerby kommun i Östergötland och ingår i Motala ströms huvudavrinningsområde. Sjön är 11,8 meter djup, har en yta på 0,519 kvadratkilometer och befinner sig 155,2 meter över havet.

## Delavrinningsområde
Ösjön ingår i det delavrinningsområde (641788-148992) som SMHI kallar för Utloppet av Verveln. Medelhöjden är 165 meter över havet och ytan är 21,45 kvadratkilometer. Det finns ett avrinningsområde uppströms, och räknas det in blir den ackumulerade arean 34,61 kvadratkilometer. Vervelån som avvattnar avrinningsområdet har biflödesordning 3, vilket innebär att vattnet flödar genom totalt 3 vattendrag innan det når havet efter 196 kilometer. Avrinningsområdet består mestadels av skog (72 procent). Avrinningsområdet har 4,36 kvadratkilometer vattenytor vilket ger det en sjöprocent på 20,3 procent.